# Arisa (visual novel)
Moke Moke Taishō Dendō Musume ARISA (もけもけ大正電動娘 ARISA?) è una visual novel giapponese sviluppata e pubblicata da Mixwill Soft. In Giappone la visual novel è stata pubblicata il 23 giugno 2004. Un manga è stato pubblicato come unico tankōbon il 1º ottobre 2004. Un adattamento ad anime basato sulla visual novel e composto da due episodi OAV è stato pubblicato dal 27 maggio al 29 luglio 2007.

## Trama
Una strana ragazza androide cade dal cielo e finisce dentro il cafè di Shinichirou distruggendo parte del tetto, non lasciando scelta al ragazzo proprietario se non quella di diventare suo master. Le faccende di casa non sono per Arisa il proprio forte, ma nonostante tutto riesce a dare una mano a Shinichiro e alla sorella Kotomi, finché una nuova ragazza si propone come aiuto nel locale mentre è in cerca segretamente di "Fire Bee". Attraverso una serie di incontri sessuali, Arisa viene identificata come l'arma "Fire Bee", alla quale il padre di Shinichiro stava lavorando prima di sparire. Ora un gruppo di militari tenta in tutti i modi di riportare indietro "Fire Bee".

## Personaggi
Shinichiro
Proprietario di un café e protagonista della storia.
Arisa ("Fire Bee")
Doppiata da: Hyosei
Androide di forma umana sviluppato dal padre di Shinichiro. Un giorno fugge via dal gruppo di militari che la teneva con loro e cade dall'aereo in cui era tenuta. Cadendo finisce sul café di Shinichiro, causando una rottura del tetto dell'edificio. Da allora si inserisce nella vita di Shinichiro e Kotomi, non lasciando altra scelta al primo di diventare suo master.
Kotomi
Sorella di Shinichiro.

## Anime
L'anime è stato prodotto da Green Bunny ed è basato sulla visual novel omonima. I due episodi OAV sono stati pubblicati rispettivamente il 27 maggio e il 29 luglio 2007. Nel Nord America la serie è stata licenziata da Adult Source Media e distribuita da Hot Storm.